# Zdecentralizowane finanse
Zdecentralizowane finanse (ang. decentralized finance – DeFi) – termin odnoszący się do systemów i aplikacji zbudowanych w oparciu o technologię blockchain, służących ich użytkownikom do korzystania z usług i produktów finansowych nie regulowanych w przepisach prawa i nie objętych nadzorem właściwych organów. Korzystanie z takich usług i produktów może wiązać się z wysokim ryzykiem, zarówno finansowym, jak i technologicznym.
Zdecentralizowane finanse mają na celu wykorzystanie możliwości technologii DLT/blockchain w celu uruchomienia alternatywnego systemu finansowego. W założeniu twórców, celem DeFi jest dostarczanie usług finansowych osobom fizycznym wykluczonym, które z różnych powodów nie mogą korzystać z usług tradycyjnego rynku finansowego. Drugim ważnym aspektem funkcjonowania i korzystania z DeFi jest potencjalne ryzyko obejścia przepisów wprowadzających ograniczenia dla funkcjonowania rynku finansowego (m.in. blokady czy zajęcia środków na rachunku, finansowanie przestępczości).
Rynek DeFi jest też chętnie wykorzystywany do różnego rodzaju oszustw. Jako przykład należy wskazać chociażby projekty NUGS oraz NEXE, które niedługo po umieszczeniu ich w zdecentralizowanym systemie obrotu (DEX) Uniswap zostały uznane za
prawdopodobnie oszukańcze w oparciu o ich charakterystykę i przeprowadzone transakcje.